# 357年
| 千纪： | 1千纪 |
| 世纪： | 3世纪 \| 4世纪 \| 5世纪 |
| 年代： | 320年代 \| 330年代 \| 340年代 \| 350年代 \| 360年代 \| 370年代 \| 380年代                                                                          |
| 年份： | 352年 \| 353年 \| 354年 \| 355年 \| 356年 \| 357年 \| 358年 \| 359年 \| 360年 \| 361年 \| 362年                                                    |
| 纪年： | 丁巳年（蛇年）；东晋升平元年（奉东晋正朔的朝鲜地区用永和十三年）；前凉建兴四十五年；代国建国二十年；前秦寿光三年，永兴元年；前燕元玺六年，光寿元年 |

## 大事记
- 中国
  - 前燕將軍慕輿長卿進攻軹關（今河南濟源縣西北）並攻擊守裴氏堡（今山西垣曲县古城鎮東南）的幽州刺史強哲，時為建節將軍的鄧羌率軍抵抗並大敗慕輿長卿。
  - 羌人姚襄率眾進駐杏城（今陝西黃陵縣西南），並出兵進攻前秦及招攬前秦境內的羌族人民，鄧羌奉命與苻黃眉、苻堅等率兵抵抗，謀取關中失敗，在三原（今陝西三原縣）與前秦將領苻黃眉、鄧羌等的交戰中戰死，姚萇率姚襄餘眾盡降前秦。
  - 前秦苻堅殺死苻生自立，張平叛秦並割據并州一帶，遣使到東晉請求投降，東晉朝廷授予他并州刺史官職。
  - 前燕慕容儁命慕容垂等進攻丁零敕勒，及後匈奴單于賀賴頭率部歸降前燕。
  - 12月14日——前燕慕容儁遷都鄴城。

## 逝世
- 姚襄，五胡十六國時期將領、軍閥，是姚弋仲的第五子，也是後秦開國君主姚萇之兄。